# حمدالله کریمی
حمدالله کریمی متولد ۱۳۵۹
، نمایندهٔ دورهٔ دهم از حوزهٔ انتخابیهٔ بیجار در استان کردستان است. وی با کسب ۱۵٬۹۱۹ رأی از مجموع ۴۸٬۶۵۴ رأی معادل ۳۲٫۷۲ درصد از کل آرا به مجلس دهم راه یافت.

## ماجرای درگیری در فرودگاه مهرآباد
در ۹ مرداد ۱۳۹۶ خورشیدی، کریمی در فرودگاه مهرآباد با یک مأمور پلیس درگیر می‌شود. به گفتهٔ پلیس، یک مأمور پلیس راهنمایی و رانندگی به علت نداشتن کارت شناسایی از ورود کریمی با خودرو به منطقه حفاظت شده فرودگاه مهرآباد جلوگیری می‌کند، سپس کریمی به مأمور فحاشی کرده و او را مورد ضرب و شتم قرار داده و بینی او را می‌شکند. اما کریمی حادثه را به گونه‌ای دیگر توضیح می‌دهد. کریمی می‌گوید: در پی ممانعت پلیس، من به صورت پیاده عازم ترمینال شدم. لحظاتی بعد همسرم با من تماس گرفت و به من گفت که مأمور نیروی انتظامی مانع حرکت خودروی حامل او شده‌است. کریمی ادامه داد: من بلافاصله خود را به خودروی حامل همسرم رساندم و مشاهده کردم که مأمور اداره راهنمایی و رانندگی همسر مرا با دست به مقام مافوق خود نشان می‌دهد و همسرم را تهدید می‌کند و علاوه بر تهدید، فحاشی‌هایی را نیز به همسر من داشت و مانع حرکت خودرو شده بود. من نیز در دفاع از حرمت ناموس خود با مأمور مذکور درگیر شدم.
در پی این حادثه، سخنگوی نیروی انتظامی اعلام کرد که ناجا از نماینده‌ای که اقدام به ضرب و شتم مامور پلیس در فرودگاه مهرآباد کرده بود، رسماً شکایت کرده‌است و خواستار رسیدگی به این موضوع در اسرع وقت شد.